# Josef Dittli
Josef Dittli (Attinghausen, 11 april 1957) is een Zwitsers politicus voor de Vrijzinnig-Democratische Partij.De Liberalen (FDP/PLR) uit het kanton Uri. Hij zetelt sinds 2015 in de Kantonsraad.

## Biografie

### Lokale en kantonnale politiek
Josef Dittli was tussen 1988 en 2002 lid van de gemeenteraad (uitvoerende macht) van zijn geboorteplaats Attinghausen. Van 1999 tot 2002 was hij er burgemeester. Van 1992 tot 1995 was hij ondervoorzitter van de kantonnale afdeling van zijn partij FDP/PRD.
Op 21 maart 2004 werd Dittli in de Regeringsraad van Uri verkozen. Hij maakte deel uit van de Regeringsraad van 1 juni 2004 tot 31 mei 2016. Tot 2010 was hij bevoegd voor Veiligheid en sindsdien voor Financiën. In de periode 2012-2014 leidde hij deze Regeringsraad toen hij de functie van Landammann van zijn kanton bekleedde.

### Federale politiek
Bij de federale parlementsverkiezingen van 18 oktober 2015 werd Wicki verkozen in de federale Kantonsraad, waar hij de groen-liberale Markus Stadler opvolgde. Hij zetelde vanaf 30 november van dat jaar. Bij de federale parlementsverkiezingen van 20 oktober 2019 werd Wicki herverkozen in de Kantonsraad met 7.576 stemmen (73,8 %), samen met Heidi Z'graggen (CVP/PDC).